# Sokol Balla
Sokol Balla (ur. 7 maja 1973 w Tiranie) – albański dziennikarz, pisarz, prezenter telewizyjny i analityk polityczny. Prowadzi polityczny talk-show Real Story. W przeszłości prowadził również inne programy publicystyczne, takie jak Fahrenheit, Top Story i Exclusive.

## Kariera zawodowa
Publikował w gazetach Gazeta Shqiptare i Koha Jonë. Pracował również jako redaktor i producent w różnych stacjach telewizyjnych, m.in. Vizion Plus, Top Channel, Report TV, News 24 oraz ABC News Albania.

## Publikacje
Sokol Balla jest autorem kilku książek poświęconych tematyce politycznej i społecznej:
- Antishqiptari – Ditari i çrregullt i muajve të nxehtë dimër 2003 - dimër 2004 (2005)[6]
- 33 (2013)
- Fjala e lirë, sfidë europiane – Mbi lirinë e shprehjes kur kërkojmë eurointegrimin (2011)[7]
- Loja që ndryshoi Shqipërinë (2016)[8]
- Koli i Bardhës shkon në Afrikë (2024), książka o charakterze autobiograficznym wydana przez UET Press[9].

## Nagrody i wyróżnienia
- Tytuł „Mjeshtër i Madh” nadany przez prezydenta Bajram Begaj w 2023 roku[10]
- Çmimi i Karrierës (nagroda za całokształt pracy) przyznana przez gazetę Koha Jonë w 2023[11]